# Tracy Morgan
Tracy Morgan est un acteur et producteur américain né le 10 novembre 1968 à Brooklyn (New York).

## Biographie

### Carrière
Tracy Morgan a fait partie de l'équipe du Saturday Night Live de 1996 à 2003. Il a quitté l'émission pour devenir la vedette de sa propre série, The Tracy Morgan Show. Né à New York, il a d'abord été remarqué dans la série comique Martin.
Au cinéma, il a débuté dans De l'amour à la haine de Martin Lawrence et a joué par la suite dans Half Baked de Tamra Davis, 30 Years To Life de Vanessa Middleton, Jay et Bob contre-attaquent de et avec Kevin Smith, Président Par Accident de et avec Chris Rock.
Il se produit par ailleurs régulièrement sur scène dans des spectacles comiques. En 2005, il tient un second rôle dans la comédie de Peter Segal, Mi-temps au mitard et un an plus tard, il est à l'affiche de Little Man aux côtés des frères Wayans. En 2008, il poursuit sur la voie des comédies et enchaîne sur First Sunday de David E. Talbert et Super Heros Movie de Craig Mazin.

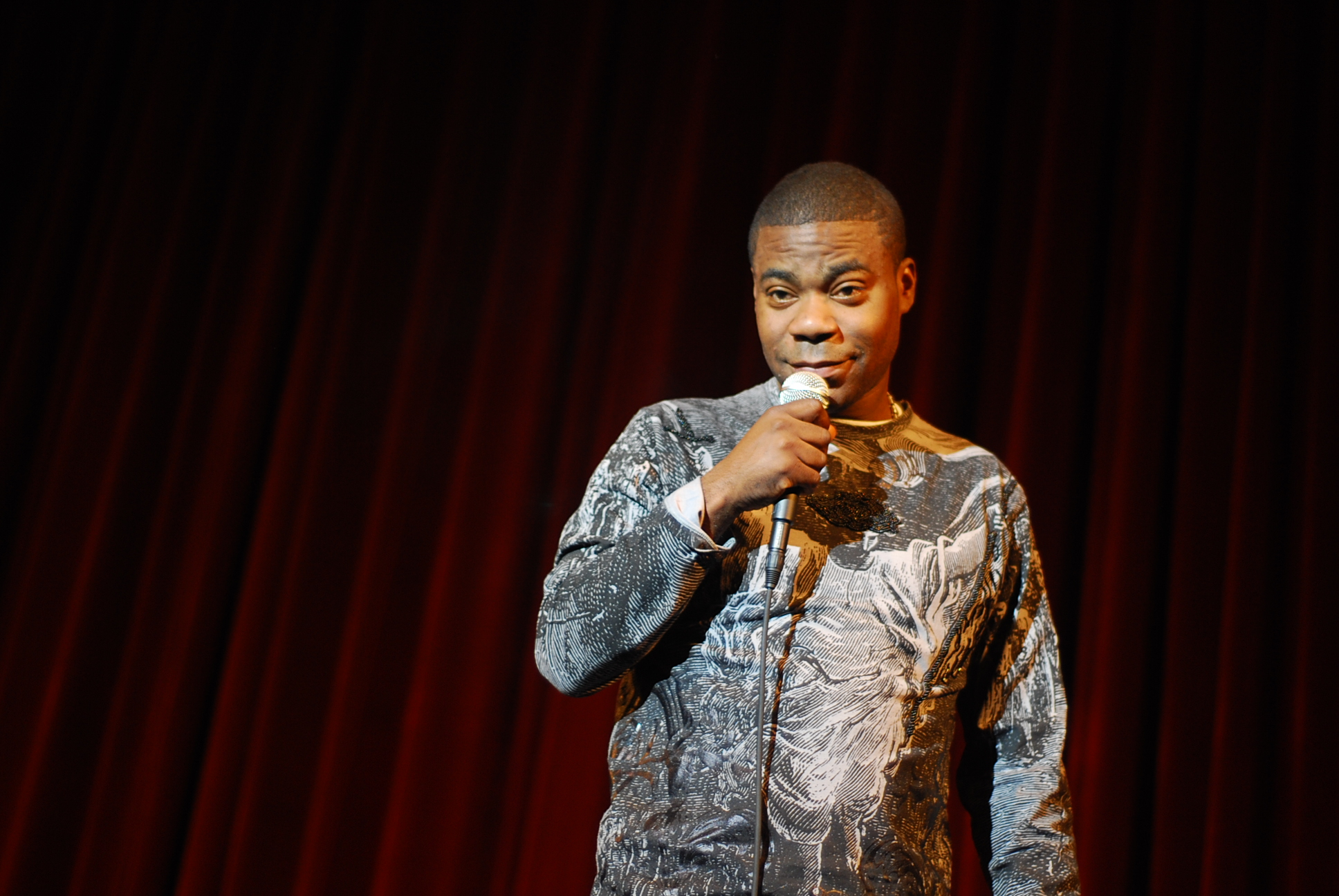
Tracy Morgan en 2008.

Il est principalement connu aujourd'hui pour avoir joué son quasi propre rôle, Tracy Jordan dans la sitcom 30 Rock (2006-2013).
Le 7 juin 2014, Tracy Morgan est victime d'un accident de la route dans le New-Jersey aux environs d'une heure  du matin. Il se trouvait dans un autocar limousine avec sept autres personnes quand un camion le heurta par l'arrière et retourna le car. L'acteur est retrouvé dans un état grave tandis qu'un de ses amis est décédé. Après deux semaines d'hospitalisation, il s'en sort avec une jambe et des côtes cassées.
Le 17 mars 2025, il est évacué en chaise roulante en plein match de la NBA entre le Heat de Miami et les Knicks de au Madison Square Garden, à New York. L'incident a provoqué un arrêt de jeu de dix minutes. Alors hospitalisé, Tracy Morgan révèle avoir été victime d'une intoxication alimentaire.

## Polémique
Lors d'un show tenu à Nashville en juin 2011, le comédien scandalise par des propos particulièrement homophobes justifiés par sa croyance en Dieu : « les femmes sont un cadeau de Dieu », être gay est un choix, pour la bonne et simple raison que « Dieu ne fait pas d'erreur ». Il ajoute : « si mon fils était gay, il ferait mieux de revenir à la maison et de me parler comme un homme, et pas comme [il prend alors une voix suraigüe pour mimer un homosexuel] ou alors je sortirai un couteau et le poignarderai à mort ». À la fin du spectacle, Tracy Morgan aurait dit à la foule qu’il n’en avait rien à faire s’il avait scandalisé les gays, expliquant que si ces derniers « pouvaient s’adonner à la sodomie, ils pouvaient bien supporter ce genre de blagues ». Il finit par présenter ses excuses publiquement.

## Filmographie

### Cinéma

#### Films
- 1996 : A Thin Line Between Love and Hate : le barman
- 1998 : Les Fumistes (Half Baked) : V. J.
- 2000 : The Very Black Show (Bamboozled) : TV Personality
- 2001 : 30 Years to Life :'Troy
- 2001 : Jay et Bob contre-attaquent (Jay and Silent Bob Strike Back) : Pumpkin Escobar
- 2001 : WaSanGo : (MTV English Dub)
- 2001 : How High : Field of Dreams Guy
- 2002 : Frank McKlusky, C.I. (vidéo) : Reggie Rosengold
- 2003 : Président par accident (Head of State) : Meat Man
- 2005 : On arrive quand ? (Are We There Yet?) : Satchel Paige (voix)
- 2005 : Mi-temps au mitard (The Longest Yard) : Ms. Tucker
- 2006 : Little Man : Percee Pee
- 2008 : First Sunday : Lee John Jackson
- 2008 : Super Héros Movie (Superhero Movie) : Professeur Xavier
- 2008 : Human Giant : l'homme invisible / The Dog
- 2010 : Top Cops (Cop Out) : Paul Hodges
- 2010 : Very Bad Cops
- 2010 : Panique aux funérailles (Death at a Funeral) : Norman
- 2011 : Peur sur prise (émission TV) : présentateur
- 2011 : Un flic pour cible (The Son of No One) de Dito Montiel : Vincent Carter
- 2014 : Top Five de Chris Rock : Fred
- 2015 : L'Amour par accident (Accidental Love) de David O. Russell : Keyshawin (film tourné en 2008 ayant connu des problèmes durant la production)
- 2015 : The Night Before de Jonathan Levine : le narrateur / le Père Noël
- 2017 : Fist Fight de Richie Keen : Coach Crawford
- 2019 : Ce que veulent les hommes (What Men Want) d'Adam Shankman :  Joe "Dolla" Barry
- 2020 : Coming 2 America de Craig Brewer
- 2022 : Spirited : L'Esprit de Noël (Spirited) de Sean Anders : le fantôme des Noëls à venir (voix)

#### Films d'animation
- 2009 : Mission-G (G-Force) : Blaster (voix originale)
- 2011 : Rio : Luiz (voix originale)
- 2014 : Les Boxtrolls de Graham Annable et Anthony Stacchi : M. Gristle (voix originale)
- 2014 : Rio 2 : Luiz (voix originale)
- 2017 : L'Étoile de Noël de Timothy Reckart : Felix le chameau
- 2020 : Scooby ! (Scoob!) de Tony Cervone : Capitaine Caverne

### Télévision
Séries télévisées
- 1992-1994 : Uptown Comedy Club : divers rôles
- 2002 : Crank Yankers : Spoonie Luv (voix)
- 2002 : Comic Groove : Host
- 2003 : The Tracy Morgan Show : Tracy Mitchell
- 2006 : 30 Rock : Tracy Jordan
- 2013 : Aquamen (épisode "Tracy et sa pieuvre") : son propre rôle (émission documentaire suivant une entreprise de création d'aquarium)
- 2018-aujourd'hui : The Last O.G. : Tray Barker

### Comme producteur
- 2003 : The Tracy Morgan Show (série télévisée)

## Voix francophones
En France
| - Frantz Confiac dans : - 30 Rock (série télévisée) - Panique aux funérailles - Un flic pour cible - Rio (voix) - Rio 2 (voix) - Combat de profs - Scooby ! (voix) - Serge Faliu dans : - On arrive quand ? - Le Gospel du bagne - Ce que veulent les hommes | - Jean-Paul Pitolin dans : - Top Cops - L'Amour par accident Et aussi - Jean-François Vlérick dans Président par accident - Med Hondo dans Mission-G (voix) - Thierry Hancisse dans Les Boxtrolls (voix) - Gilles Morvan dans Top Five - Saïd Amadis dans The Night Before - Thierry Desroses dans The Twilight Zone : La Quatrième Dimension - Jean-Michel Vaubien dans Spirited : L'Esprit de Noël (voix) |

Au Québec
| - Tristan Harvey dans : - Petit Homme - Flics en service - Joyeuses funérailles - Combat de profs - Le fils de personne - Trolls en boîte (voix) | - Jean-François Beaupré dans : - Rio (voix) - Rio 2 (voix) - Gilbert Lachance dans : - Film de super-héros - L'Étoile de Noël (voix) Et aussi - Thiéry Dubé dans Opération G-Force (voix) - Jacques Lavallée dans La Veille - Benoît Rousseau dans Scooby ! (voix) |